# Al-Wakf (Syria)
Al-Wakf (arab. الوقف) – wieś w Syrii, w muhafazie Aleppo. W 2004 roku liczyła 902 mieszkańców.